# Julian Edelman
Julian Francis Edelman, född 22 maj 1986 i Redwood City i USA,  är en före detta spelare, wide reciever, i amerikansk fotboll. Han spelade i New England Patriots i den amerikanska professionella ligan NFL dit han draftades i sjunde omgången år 2009, och han har vunnit högsta mästerskapet, Super Bowl, tre gånger 2014, 2017 och 2019.
Han spelade som quarterback high school och sedan på college under ett år på College of San Matteo i Kalifornien innan han värvades till Kent State Universitys fotbollslag Kent State Golden Flashes football. Han var quarterback även på Kent State där han studerade företagsekonomi. Han slog rekord i antalet offensiva poäng för en quarterback i Kent State Folden Flashes under sitt sista år.
Vid NFL-draften 2009 värvades han av New England Patriots som valde att skola om honom till wide reciever, en bollmottagare vars uppgift är att ta emot långt kastade bollar från lagets quarterback och sen föra bollen över mållinjen till touchdown. Han spelar ibland även som cornerback, en position som kräver snabbhet och förmåga att fånga in bollen. Som cornerback har han lagrekordet i New England Patriots för antalet touchdowns gjorda efter mottagna utsparkar, så kallade punts.
Han gjorde sin första match för New England Patriots i försäsongen 2009 mot Philadelphia Eagles, därefter var han skadad i säsongspremiären men deltog i andra omgången. Han bröt armen i en match mot Tennessee Titans när han ledde rookie-ligan med 21 mottagningar. Han kom tillbaka i slutet av säsongen och gjorde sin första touchdown i en match mot Indianapolis Colts.
Han spelade finalen, Super Bowl XLIX, 2014 där han delade antalet sprungna yards efter en mottagning, recieving yards, med motståndarlagets Chris Matthews.
I sin andra Super Bowl, 2017, hade hela laget det besvärligt och låg under med 28 mot 3 i slutet av tredje kvarten. Edelman gjorde en avgörande mottagning då, som hindrade att motståndarna fick bollen och sedan resulterade i en touchdown. Det gjorde att New England Patriots fick poäng och spelet vände till lagets fördel under den sista kvarten. Matchen slutade oavgjort och i förlängningen vann New England Patriots med en touchdown.

## Statistik[7][8]
| År     | Lag      | G   | Rec | Tgt | Yds   | Avg  | Lng | TD | FD  | Punt Ret | Yds   | Avg  | Lng | TD | Fumb | Fumb lost |
| ------ | -------- | --- | --- | --- | ----- | ---- | --- | -- | --- | -------- | ----- | ---- | --- | -- | ---- | --------- |
| 2009   | Patriots | 11  | 37  | 54  | 359   | 9.7  | 29  | 1  | 19  | 6        | 63    | 10.5 | 35  | 0  | 1    | 0         |
| 2010   | Patriots | 15  | 7   | 14  | 86    | 12.3 | 40  | 0  | 3   | 21       | 321   | 15.3 | 94  | 1  | 1    | 0         |
| 2011   | Patriots | 13  | 4   | 8   | 34    | 8.5  | 11  | 0  | 0   | 28       | 296   | 10.6 | 72  | 1  | 3    | 0         |
| 2012   | Patriots | 9   | 21  | 32  | 235   | 11.2 | 56  | 3  | 12  | 17       | 263   | 15.5 | 68  | 1  | 1    | 0         |
| 2013   | Patriots | 16  | 105 | 151 | 1,056 | 10.1 | 44  | 6  | 54  | 35       | 374   | 10.7 | 43  | 0  | 6    | 0         |
| 2014   | Patriots | 14  | 92  | 135 | 972   | 10.6 | 69  | 4  | 49  | 25       | 299   | 12.0 | 84  | 1  | 3    | 0         |
| 2015   | Patriots | 9   | 61  | 75  | 692   | 11.3 | 59  | 7  | 37  | 10       | 81    | 8.1  | 19  | 0  | 1    | 1         |
| 2016   | Patriots | 16  | 98  | 158 | 1,106 | 11.3 | 77  | 3  | 55  | 15       | 135   | 9.0  | 23  | 0  | 3    | 2         |
| Totalt | Totalt   | 102 | 425 | 627 | 4,540 | 10.7 | 77  | 24 | 229 | 157      | 1,832 | 11.7 | 94  | 4  | 19   | 5         |

## Smeknamn
Han kallades "Minitron" av New England Patriots quarterback Tom Brady, en ordlek med Megatron som den större wide recievern Calvin Johnson i Detroit Lions kallas. Han har även kallats "Duracellkaninen" för sin enegiska spelstil och uthållighet samt för "Squirrel", Ekorren. Han började kallas Squirrel efter att han sagt "Don't let me get squirrely out there" till sina lagkamrater vilket ungefär betyder: "Ni vill inte att jag ska bli knäpp därute".